# Dichocarpum adiantifolium
Dichocarpum adiantifolium là một loài thực vật có hoa trong họ Mao lương. Loài này được (Hook.f. & Thomson) W.T.Wang & P.K.Hsiao mô tả khoa học đầu tiên năm 1964.